# Fritz Honegger
Fritz Honegger (ur. 25 lipca 1917, zm. 4 marca 1999) – szwajcarski polityk, członek Rady Związkowej od 7 grudnia 1977 do 31 grudnia 1982. Kierował departamentem spraw ekonomicznych (1978-1982, od 1979 federalny departament spraw ekonomicznych).
Był członkiem Radykalno-Demokratycznej Partii Szwajcarii.
Pełnił także funkcje wiceprezydenta (1981) i prezydenta (1982) Konfederacji.